# Tate Donovan
Tate Buckley Donovan (født 25. september 1963) er en amerikansk skuespiller og instruktør. Han er kendt for sin rolle i Damages som Tom Shayes, og for sin rolle som Jimmy Cooper i den amerikanske tv-serie The O.C.. Han gav stemme til titlekarakteren Herkules i Disneys animerede spillefilm, i den animerede tv-serie og i videospillet Kingdom Hearts II.

## Tidlige liv
Tate Buckley Donovan, den yngste af syv børn, blev født i New York City, New York , som søn af Eileen Frances (født McAllister) og John Timothy Donovan, som var en kirurg. Han er af irsk katolsk baggrund.  Donovan gik på Dwight-Englewood School, i Englewood, New Jersey (kandidater som omfatter skuespillerne Brooke Shields og Mira Sorvino, og kokken Anthony Bourdain), inden han overføres til en offentlig high skole i Tenafly, New Jersey . Han har været vist på tv siden hans teenageår. Han gik på University of Southern California i Los Angeles, hvor han mødte sine venner, skuespillere Grant Heslov og George Clooney.

## Filmografi
- No Small Affair (1984)
- North Beach and Rawhide (1985) (TV)
- Into Thin Air (1985) (TV)
- Not My Kid (1985) (TV)
- SpaceCamp (1986)
- Magnum, P.I. - Episode: "Summer School" (1986) (TV)
- A Case of Deadly Force (1986) (TV)
- Nutcracker: Money, Madness & Murder (1987) (mini) TV Series
- Dangerous Curves (1988)
- Vietnam War Story II (1988)
- Clean and Sober (1988)
- Dead Bang (1989)
- Rising Son (1990/I) (TV)
- Memphis Belle (1990)
- Little Noises (1991)
- Love Potion No. 9 (1992)
- Equinox (1992)
- Inside Monkey Zetterland (1992)
- Ethan Frome (1993)
- Holy Matrimony (1994)
- Partners (1995) TV Series
- America's Dream (1996) (TV)
- Homicide: Life on the Street
- The Only Thrill (1997)
- Ally McBeal (1997)
- Hercules (1997) (Hercules’ stemme)
- Murder at 1600 (1997)
- Tempting Fate [1998] [TV]
- The Thin Pink Line (1998)
- Godzilla: The Series (1998)
- Waiting for Woody (1998)
- October 22 (1998)
- Trinity (1998) TV Series
- Hercules: The Animated Series (1998) TV Series
- Friends (1998)
- Tempting Fate (1998) (TV)
- 4 a.m.: Open All Night (1999)
- Hercules: Zero to Hero (1999)
- Jesus & Hutch (2000)
- Office Party, The (2000)
- G-Men from Hell (2000)
- Outer Limits- Episode: Glitch (2000)
- Drop Back Ten (2000)
- Get Well Soon (2001)
- Swordfish (2001)
- House of Mouse (2001) TV Series
- West of Here (2002)
- Exposed (2003/I)
- Mister Sterling (2003) TV Series
- The O.C. (2003–2007) TV Series
- Silver Bells (2005)
- Good Night, and Good Luck (2005)
- The Pacifier (2005)
- Kingdom Hearts II (2006) (video game)
- Neal Cassady (2007)
- Nancy Drew (2007) as Carson Drew
- Shooter (2007)
- Law & Order: Criminal Intent (2007) (TV Series) - Episode: Rocket Man (as Commander Luke Nelson)
- Damages (2007–2010) TV Series
- Gossip Girl (2010)
- Below the Beltway (2010)
- No Ordinary Family (2010)
- Glee (2011)
- Operation Argo (2012)

## Eksterne links
- Tate Donovan Discusses "Damages"
- Tate Donovan på Internet Movie Database (engelsk)
- Tate Donovan på Filmdatabasen
- Tate Donovan på Scope
- Tate Donovan på Svensk Filmdatabas (svensk)
- Tate Donovan på AlloCiné (fransk)
- Tate Donovan på AllMovie (engelsk)
- Tate Donovan på Rotten Tomatoes (engelsk)
- Tate Donovan på The Movie Database (engelsk)
- Tate Donovan på Internet Broadway Database (engelsk)
- Tate Donovan på Behind The Voice Actors (engelsk)
- http://www.theocshow.com/bios/jimmybio.htm Arkiveret 30. august 2004 hos  Wayback Machine